# Andy Kubert
Pour les articles homonymes, voir Kubert.
Andy Kubert est un dessinateur de comic books américain né le 27 février 1962. Il est le fils de Joe Kubert et le frère d'Adam Kubert.

## Biographie
Il est diplômé et à présent[Quand ?] enseignant à la Joe Kubert School of Cartoon and Graphic Art créée par son père et où son fils Jay étudie à son tour.
Il travaille d'abord pour DC Comics sur la série Adam Strange et sur le crossover Batman vs. Predator. Chez Marvel Comics, il dessine les X-Men, comme encreur notamment. Avec le scénariste Neil Gaiman, il réalise la mini-série 1602. Parallèlement à ses activités de dessinateur il participe à l'élaboration de cours de dessin par correspondance fournis par l'école de son père

## Publications
- 1602 (Andy Kubert, Neil Gaiman & Richard Isanove) (Marvel Comics) #1-#7
- Ultimate Iron Man (Marvel Comics)
- Batman versus Predator, 1991 (Dark Horse Comics)
- Origin (comics), 2001-2002 (Bill Jemas, Joe Quesada, Paul Jenkins & Richard Isanove) (Marvel Comics)
- Ka-Zar
- Hulk
- Ultimate X-Men
- Ghost Rider (comics)
- Batman: Batman & Son, 2006 (DC Comics)
- Batman : Qu'est-il arrivé au chevalier noir ?, 2009
- Flashpoint (comics), 2011